# Station Saint-Sébastien-Frêne-Rond
Station Saint-Sébastien-Frêne-Rond is een spoorwegstation in de Franse gemeente Saint-Sébastien-sur-Loire.